# Joseph Petric
Joseph Francis Petrič (né le 8 octobre 1952) est un accordéoniste de concert, musicologue, professeur et auteur canadien. 

## Biographie
Joseph Petric naît à Guelph, en Ontario, et grandit à Acton dans une famille de la diaspora politique qui a quitté la Slovénie en 1945. Emmené par son père à sa première leçon d'accordéon à l'âge de cinq ans, il étudie avec des professeurs locaux jusqu'en 1968, date à laquelle il s'inscrit au Conservatoire royal de musique de Toronto. En 1975, il termine son baccalauréat en musique à l'université Queen's, à Kingston. La même année, il s'installe à Toronto et termine sa maîtrise en musicologie en 1977. Influencé par la visite à Toronto de l'accordéoniste suisse Hugo Noth en 1975, Petric étudie à l'École supérieure d'État de musique de Trossingen (de) en 1977.

## Carrière musicale
En octobre 1979, Petric fait ses débuts au Canada avec le Arraymusic Ensemble de Toronto et devient le premier accordéoniste à remporter les Auditions nationales de radio de la SRC, ce qui lance sa carrière sur les services de radio anglais et français du Canada. Il fait ses débuts à Washington DC au Kennedy Center en 1986 et à Londres à St John's, Smith Square en 1992. 
Tout au long des années 1980, son activité artistique comprend la commande, l'exécution et l'enregistrement avec des invitations de Serge Garant et de l'ensemble SMCQ de Montréal, ACREQ, des quatuors à cordes Alcan et St. Germain, de l'ensemble NEM et du Pentaèdre; il est également invité aux festivals McGill, Domaine Forget et Bic St. Fabien. Il est directeur artistique du festival d'accordéon Big Squeeze à Toronto en 1991, ainsi que de la série Virtuosi pour la SRC au Glenn Gould Hall en 1993. En 1998, il tourne son attention vers la recherche sur les pratiques de performance d'époque et la construction d'instruments, avec l'aide d'une subvention d'artiste principal du Conseil des Arts du Canada, en collaboration avec les claviéristes d'époque Colin Tilney et Boyd McDonald. 
En 2000, il devient directeur artistique de la série Carte Blanche à Montréal pour la Société Radio Canada et à Québec en 2003. 
Ses approches postmodernes attirent le soutien marketing de quatre sociétés de gestion internationales : MGAM à Toronto, NCCP à Londres, Sarah Turner Communications à Paris et Columbia Artists à New York, ainsi que le soutien financier de la Fondation Koussevitsky, de la CBC et du Conseil des Arts du Canada. Il  entretient des relations privilégiées avec les concerts de musique nouvelle de Bob Aitken à Toronto, la Société contemporaine de Québec à Montréal, le Canadian Electronic Ensemble et le compositeur Witold Lutoslawski. Un flux régulier de tournées internationales suit, avec jusqu'à 80 concerts par an, et des enregistrements internationaux pour CBC, SRC, BBC Radio 3 et PBS (USA). Ses nombreuses collaborations incluent le Duo Petric-Forget, Pentaèdre, le Quatuor Penderecki du Canada, le Duo Contempera, le Trio Diomira, Pauline Oliveros et les ensembles Erosonic et Bellows and Brass. 
Parmi les autres performances notables, citons la première et l'enregistrement du Concerto pour accordéon de Peter Paul Koprowski avec le Toronto Symphony Orchestra (1996) ; Berio Sequenza au Seiji Ozawa Hall de Tanglewood, avec des membres du Boston Symphony Orchestra (2000) ; l'opéra de marionnettes en chaussettes, The Perfect Cake, d'Alain Trudel ; le travail multidisciplinaire de Linda Bouchard Murderous Little World avec soufflets et cuivres ; la Hohenems Schubertiade avec le ténor Christoph Pregardien et le Pentaèdre de Montréal dans la version de chambre de Normand Forget de Die Winterreise (2009) ; l' Opéra israélien de Tel Aviv (2011) et la Berlin Philharmonic Series  (2013). 
En 2010, sa discographie postmoderne compte 32 titres de CD. En 2013, il codirige la première représentation canadienne de l'intégralité de Berio Sequenze pour le Festival de musique nouvelle de l'Université de Toronto. Il est honoré par l'industrie canadienne du disque avec une nomination JUNO pour la meilleure composition en 2003, le Prix Opus du Québec pour le meilleur concert en 2009 et un Prix Opus en 2011 pour le meilleur enregistrement. Il reçoit la désignation «Friend of Canadian Music» du Centre de musique canadienne en 2005 et la désignation «Ambassador of Canadian Music» lors d'une cérémonie publique au Centre national des Arts d' Ottawa en 2009. En 2013, l'IMC, l'UNESCO et la Confédération Internationale des Accordéonistes lui décernent le Prix du Mérite, pour ses contributions exceptionnelles à l'accordéon pour l'ensemble de sa carrière.